# Pachycerianthus solitarius
Pachycerianthus solitarius is een Cerianthariasoort uit de familie van de Cerianthidae. De wetenschappelijke naam van de soort is voor het eerst geldig gepubliceerd in 1829 door Rapp.